# Masakr u Dobronína

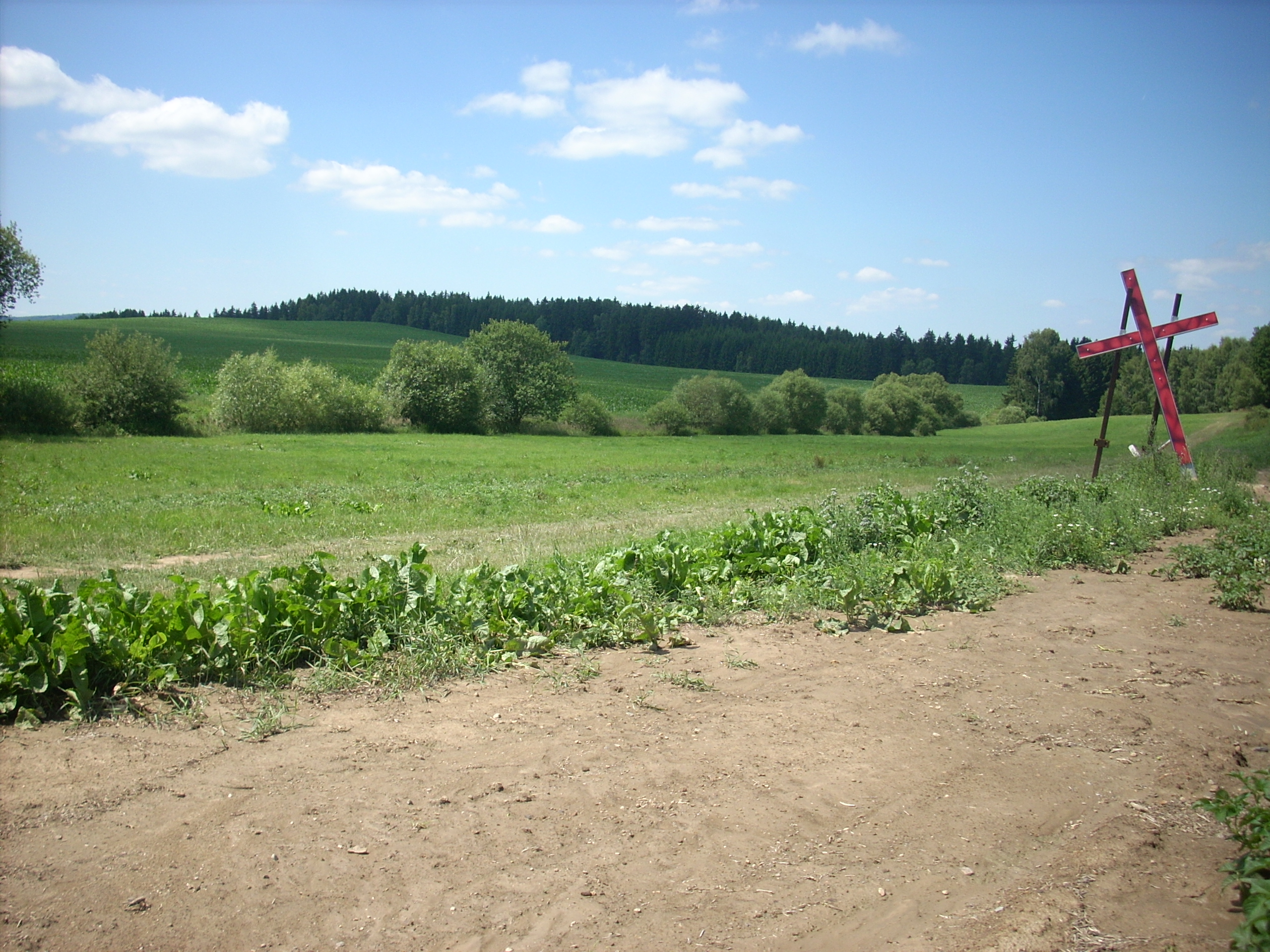
Celkový pohled na louku Budínka u Dobronína spolu s novým křížem.

Masakr u Dobronína je událost z 19. května 1945, kdy došlo k násilnému usmrcení skupiny německých obyvatel Dobronína a Německého Šicendorfu v dnešním kraji Vysočina. Podle louky, kde k činu došlo, je tato událost známa také jako Kauza Budínka (louka Budínka a stejnojmenný rybník se rozkládají severně od Dobronína, za železniční tratí směrem na Nové Dvory).
Celá událost po válce i v dobách komunistického režimu téměř upadla v zapomnění. Až v roce 2009 ji připomněli poslední pamětníci té doby a celý případ začala prověřovat policie, v srpnu 2010 provedla terénní průzkum lokality a nalezla zde hromadný hrob. Několik dnů po nálezu lidských ostatků byl v této lokalitě na památku obětí vztyčen dřevěný kříž. Novinář Miroslav Mareš, který na případ upozornil a po celou dobu vyšetřování se mu věnoval, za svou činnost obdržel novinářskou Cenu Karla Havlíčka Borovského jako první regionální novinář.

## Historie

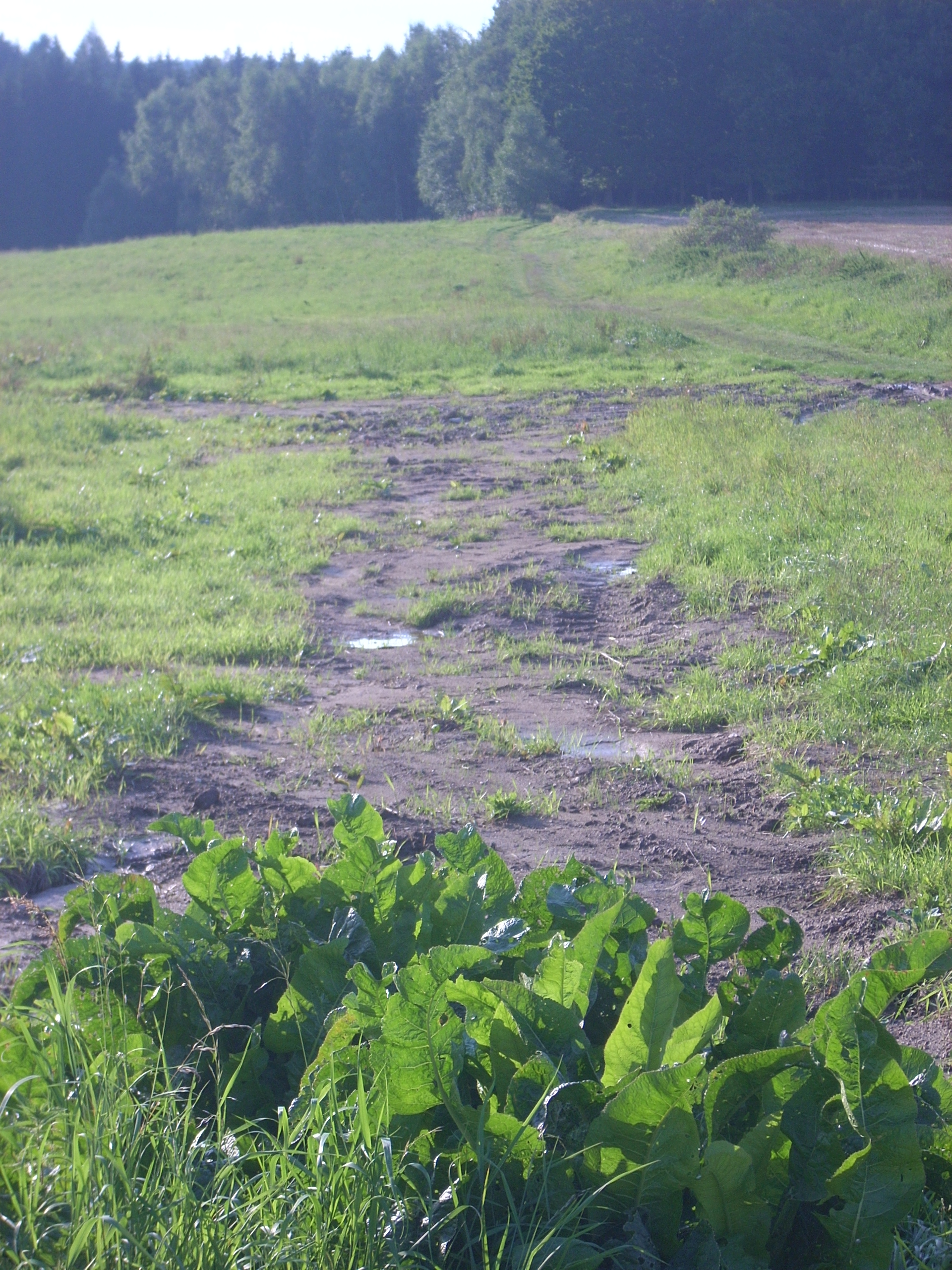
Zahrnutá výkopová jáma po archeologickém průzkumu.

19. května 1945 se konala v Dobroníně první taneční zábava po skončení války. Pravděpodobně členové místních revolučních gard se zde měli opít, posléze vytáhnout internované Němce z místní hasičské zbrojnice a odvézt na louku Budínku, kde si obyvatelé německé národnosti museli vykopat hrob a poté byli pravděpodobně brutálně ubiti lopatami a rýči. Místo činu bylo lehce zahrnuto, ovšem zbylé německé obyvatelstvo muselo druhý den jít ostatky dále pohřbít, neboť odtud trčely nohy a ruce. Vzhledem k tomu, že to byl mělký hrob, mohlo dojít při postupném rozkládání těl k přilákání divoké zvěře, která mohla části těl odvléct jinam. Kvůli odsunu svědků německé národnosti podle tzv. Benešových dekretů, dalším poválečným zmatkům a nástupu komunistického režimu se na tyto události pozapomnělo. Podle svědka, kterého novináři našli koncem léta 2009, se v 80. letech na této louce měla provádět meliorace, ovšem po nalezení lidských kostí pracovníky družstva byla meliorace z příkazu vedení JZD zastavena a louka vrácena do původního stavu. Jako důkaz toho, že zde meliorace vskutku proběhla, byla v místě pohřební jámy nalezena drenáž. Na začátku 90. let sem jezdily autobusy s německými turisty, kteří na místo kladli pietní věnce a vztyčovali dřevěné kříže. Údajně zde měly probíhat i vzpomínkové akce. Do druhého dne tyto upomínky vždy zmizely.
Na tuto kauzu znovu upozornil v červenci 2009 novinář Miroslav Mareš, který na jaře téhož roku objevil zmínky o masakru německého obyvatelstva na německé Wikipedii. Koncem května 2009 dostal notářsky ověřené prohlášení Johanna Nieblera, že od května 1945 postrádá svého strýce, Franze Nieblera, který byl naposled spatřen v dobronínském provizorním vězení pod dohledem revolučních gard. Dalším podnětem k pátrání posloužila v Německu v roce 2003 vydaná kniha BergersDorf německé spisovatelky Hermy Kennel, která pojednává o historii blízké vsi Kamenná. Kniha vyšla v českém překladu v roce 2011 v Nakladatelství Paseka. Po shromáždění důkazů předal tuto záležitost v létě 2009 k prošetření Krajskému státnímu zastupitelství v Brně, které podnět shledalo důvodným a dalo jej prošetřit Policií ČR. O události u Budínky existovaly do té doby pouze německy psané zprávy. Místní o události mluví pouze šeptem, že prý tam zastřelili nějaké Němce či tvrdí, že se tu nic takového nestalo. Na zasedání obecní rady Dobronína z 16. dubna 2007 se projednávala zpráva starosty, Jiřího Vlacha, o článku Fritze Hawelky Hromadná vražda v Německém Šicendorfu (dnes části Dobronína) dne 19. 5. 1945. V zápise stojí, že se starosta pokusí najít webové stránky a podá podnět k šetření policii, ale nic takového se nestalo.
Dne 16. srpna 2010 policie přešla z prošetřování v německých archivech a vyslýchání desítek svědků, kteří ovšem události znali jen z vyprávění předků, k ohledání místa činu. Bagrem byla na místní louce odstraněna svrchní část zeminy cca 50 metrů dlouhá v celkové rozloze 16 m2, poté se do práce pustil tým antropologů z Masarykovy univerzity, kteří hned první den nalezli v metrové hloubce první kosti obětí, jednalo se o 2 kosti stehenní a části oblečení. Přesnější místo určil v dubnu uskutečněný geofyzikální průzkum, který určil anomálie. Dále odborníci našli zrezivělou lopatu a celkově 109 kostí, který byly poházené přes sebe, ne jako v hrobě. Našli tam 97 kompletních kostí nebo jejich fragmentů postkraniálního skeletu a 12 fragmentů kraniálních kostí. Kosterní ostatky byly ve špatné stavu, neboť 65 let ležely v podmáčené a kyselé půdě, většina kostí (např. obličejové části lebek) se úplně rozložila. Všechny ostatky se nacházely v jámě 4×3 metry, která měla jiné zabarvení, tudíž nebylo třeba místo průzkumu dále rozšiřovat.
Práce na Budínce byly ukončeny ve čtvrtek 19. srpna 2010. V pátek 20. srpna byla jáma zahrnuta a místo navráceno do původního stavu. Nálezy byly odvezeny do Ústavu antropologie Přírodovědecké fakulty Masarykovy univerzity v Brně, kde bylo určeno kolik těl se na místě nacházelo a byly zde odebrány vzorky DNA, které zatím porovnává Kriminalistický ústav v Praze s odebranými ústními stěry od pozůstalých v Německu. Brněnští antropologové na kostech nenašli vzhledem ke špatnému stavu materiálu žádné stopy násilí. Ostatky náleží minimálně 13 mužům ve věku 35–60 let.
Začátkem listopadu 2011 jsou již výsledky expertíz dle vyjádření vyšetřovatele kpt. Mgr. Michala Lašky známé, ale nebudou zatím zveřejněny. Podle informací uvedených v MF Dnes 5.11.2011 byly výsledky testů DNA nejednoznačné a budou se pravděpodobně v některých případech opakovat resp. provádět s jiným žijícím vzorkem. Zkoumané kosterní pozůstatky patří ve všech případech mužům. Lze tedy s určitostí ztotožnit pouze biologické pokračovatele linie zemřelých, nikoli ovšem s určitostí stanovit vztahy v konkrétních rodinách. Ve stejném článku autor informuje i o informačním embargu, které na případ uvalilo dozorující Krajské státní zastupitelství i Michalu Laškovi nadřízený orgán Úřadu vyšetřování v Jihlavě. Oficiálně se jako důvod uvádí zvýšený zájem a jitření emocí v souvislosti s nedokončeným vyšetřováním kauzy ke kterému přispěl i vyšetřovatelem veřejně předjímaný výsledek expertiz a pravidelné osobní poskytování informací o průběhu vyšetřování namísto standardně využívaných postupů po linii příslušného tiskového mluvčího.
Podle informací poskytnutých ČTK mluvčí Kriminalistického ústavu v Praze Petrou Srnkovou, ze kterých čerpá i článek Jaroslava Bučka uveřejněný 27.12.2011 bylo zkoumáním kosterních pozůstatků stanoveno devět rozdílných profilů DNA ve všech případech mužského pohlaví. V dalším průběhu zkoumání Kriminalistický ústav porovnával tyto profily DNA se vzorky DNA poskytnutými žijícími potomky údajných obětí. V jednom případě se jedná o člena rodiny Nieblerových. Ani jeden z poskytnutých vzorků DNA se neshodoval s DNA kosterních ostatků. Expertiza dodaná Kriminalistickým ústavem Praha pro potřeby vyšetřování tedy velmi pravděpodobně nepotvrdila dosavadní spekulace o totožnosti zemřelých.

## Oběti

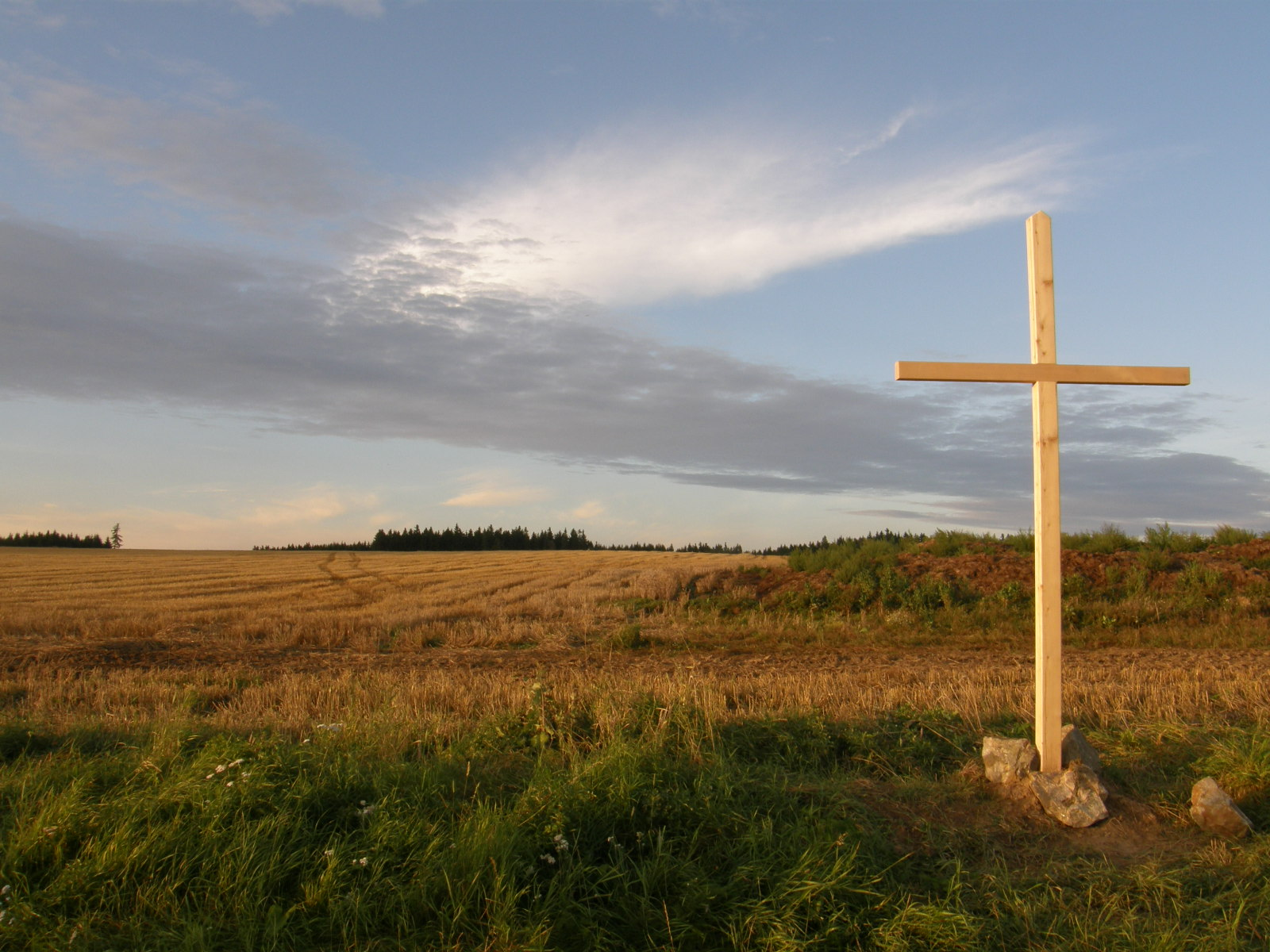
První kříž s několika kameny.

Většina obětí byli sedláci z Dobronína a okolních vesnic, všichni byli členy NSDAP. Neexistují žádné zprávy o tom, že by se aktivně zapojili do akcí proti republice. Všichni žili na území Československa již před rokem 1939. Byli československými občany německé národnosti, kteří byli určeni k odsunu do Německa. Fritz Hawelka, pozůstalý po jedné z možných obětí, sestavil seznam 15 pohřešovaných osob po svém odsunu do Německa dle vyprávění pamětníků. Z tohoto seznamu je nejméně 6 osob oficiálně pohřešováno pátrací službou Mezinárodního červeného kříže, tato služba byla zřízena za účelem navázání kontaktu mezi příbuznými. Toto pátrání podnítila německá strana, která v 60. letech vznesla oficiální dotaz u červeného kříže. O osudech pohřešovaných nejsou žádné zprávy. Podle novináře Miroslava Mareše jsou 4 lidé ze seznamu pohřbení v Polné. Podle policisty Michala Lašky, který vyslýchal pozůstalé, kteří jako děti nosili svým příbuzným do dobronínské hasičárny jídlo, ale 20. května už tam nebyli. Mezi zavražděnými měli být i učitel a policista.
V srpnu 2012 se objevila úvaha o možném třetím hrobě v okolí Dobronína. Měl by v něm být asi dvacetiletý mladík Sepp Hondl ze Šlapánova.

## Motivy vražd
Existuje několik možných variant, proč se toto násilí na civilním obyvatelstvu odehrálo. Mohlo se jednat o poválečné vyřizování účtů. Dle německé strany motivem mohlo být, že se jednalo převážně o největší sedláky z okolí, kteří se měli nevybíravě chovat k českým čeledínům. Naopak česká strana se kloní k názoru, že to byla pomsta za udavačství. Pátrání novináře Romana Martínka z týdeníku Sedmička Jihlava na katastru nemovitostí vyloučilo spekulace, že by vrazi tak jednali kvůli majetkovému prospěchu.

## Vrazi
Hromadná vražda na louce Budínka nebude pravděpodobně nikdy zcela přesně objasněna. Policie ji, přestože čin je již po 20 letech promlčen, šetřila jako podezření ze spáchání vraždy. Podezření z genocidy se nepotvrdilo. Většina pravděpodobných pachatelů již nežije. Osoby, které němečtí příbuzní označují za možné pachatele, nebylo možné úředně vyslechnout. Poslední žijící pravděpodobný účastník činů, Robert Kautzinger ml., jenž se asi podílel na vraždách se svým stejnojemnným otcem, zemřel v roce 2010 a dle vlastních slov poskytnutých např. redaktoru jihlavské Sedmičky si na události nevzpomínal. Robert Kautzinger st. byl údajně nejaktivnějším příslušníkem Revolučních gard v Dobroníně. Podle bratrance R. Kautzingera ml., Vladislava Brtnického, mu údajně Kautzinger řekl, že zadržované Němce odvezl na voze na tu louku – on i jeho otec byli na ně naštvaní, že prý je připravili o koně – sám však Němce nezabíjel, ale vraždění byl přítomen. Podle historika Jiřího Vybíhala mohl podobnou křivdu cítit i Kautzinger starší, který byl za protektorátu vězněn, ovšem bylo to za porážku zvířete načerno či nějakou šmelinu, nejednalo se však o žádný hrdinský čin. Podle komisaře Lašky však byl měsíc zavřen na Pankráci za podezření z členství v tehdy ilegální komunistické straně.
Podle F. Hawelky byl hlavním organizátorem vraždy německý Rakušan Robert Kautzinger st. (sklář v Schützendorfu) a vraždy se zúčastnili také jeho synové (po otci němečtí Rakušané a po matce Sudetští Němci) Robert Kautzinger ml. a Rudolf Kautzinger. Robert st. poté údajně pod pohrůžkou zastřelením donutil Čecha Jiřího Dejnožku mrtvoly lépe zahrabat. F. Hawelka v textu zmiňuje ještě několik Čechů, jejich role je však neznámá. Jeden z nich (jistý Polreich, sedlák z Dobronína; jeho národnost však není známá) snad byl také přítomen masakru.
Jeden z údajných vrahů se prý poté v hospodě chlubil tím, že jednomu Němci rozpůlil hlavu rýčem.

## Připomínky

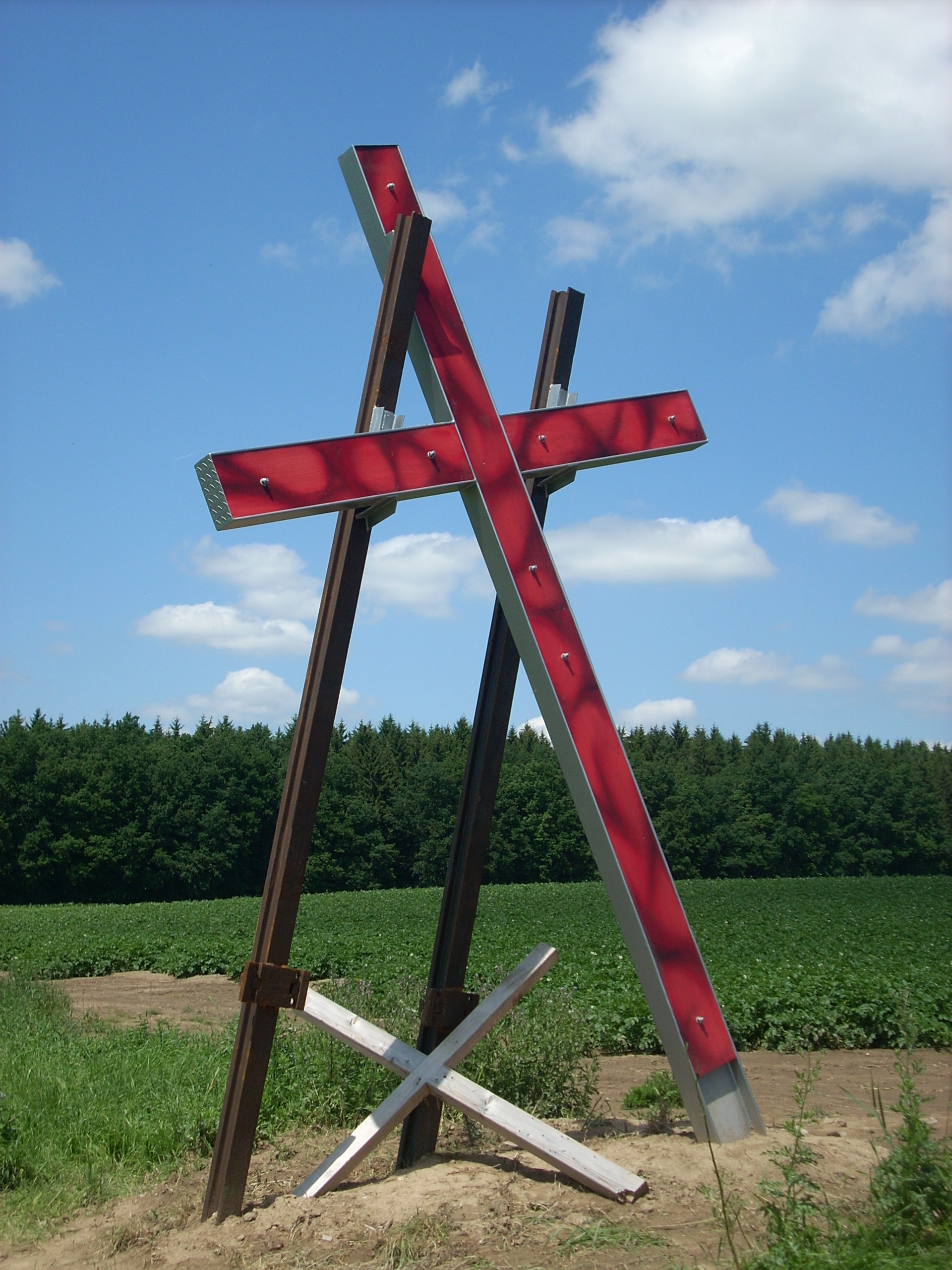
Nový kříž s torzem toho zničeného.

Pamětní deska vzpomínající na oběti se nachází v kostele svatého Václava ve Ždírci. Visí pod původním rozměrným dřevěným křížem. Je na ní česko-německý nápis 
| „ | Památce a vzpomínce našim otcům, kteří zemřeli v květnu 1945 u Dobronína. Příbuzní. | “ |

 Podobná deska se nachází i v kostele svatého Petra a Pavla ve Šlapanově. Tyto desky sem prý umístili příbuzní obětí při návštěvě obcí v 90. letech.
Dne 17. srpna 2010, tedy den po zahájení vykopávek na Budínce, sem místní občané, Milan Litavský a Jiří Kazatel, umístili několik metrů od jámy třímetrový dřevěný kříž, u jehož paty položili několik kamenů. Po několika dnech se na nich objevily květiny. 15. března 2011 se na kříži objevily 2 dřevěné tabulky s protiněmeckými vzkazy. Mezi 15. a 16. březnem 2011 někdo kříž pilou do tří čtvrtin naříznul a pak ručně dolomil. Na pahýlu v zemi byla nalepena samolepka Antifa.
Johann Niebler, zastupující potomky obětí, chce na dobronínském hřbitově nechat vztyčit žulový kříž se jmény obětí nad jejich společným hrobem. Měl by být 1,4 m vysoký a 1 m široký, což ovšem odporovalo hřbitovnímu řádu, a tak byl zmenšen. Dobronínské zastupitelstvo ovšem uvažuje o uspořádání referenda, v němž by se měli občané vyslovit, zda souhlasí s postavením pomníku, či nikoliv. Dne 21. března 2011 zastupitelstvo odhlasovalo, že na kříži mohou být umístěna pouze jména identifikovaných osob a ne všech, kteří se z osudného dne pohřešují, jak požadovala německá strana.
10. července 2011 Milan Litavský na místě popraveného kříže umístil kříž nový. Třítunový nahnutý kolos se tyčí do čtyřmetrové výšky a je složen z masivních traverz vyplněných na červeno natřeným dřevem, oporu mu tvoří nenatřené kolejnice. Pod ním se stále nalézá torzo uříznutého předchůdce. Nahnutost má symbolizovat současné rozpoložení v obci. Starosta zareagoval pouze tím, že se ptal, zda má autor na umístění povolení stavebního úřadu, Litavský argumentoval tím, že kříž stejně útoku vandalů neodolá, tudíž se nejedná o trvalou stavbu a povolení nevyžaduje. Dalším jeho argumentem je nevyjasněné vlastnictví půdy pod křížem, neboť pozemek ještě stále není digitálně zaměřený a nelze určit, kdo je majitelem. Jedna z možných vlastníků, Dagmar Dvořáková, uvádí, že jí umírněná forma piety nevadí.

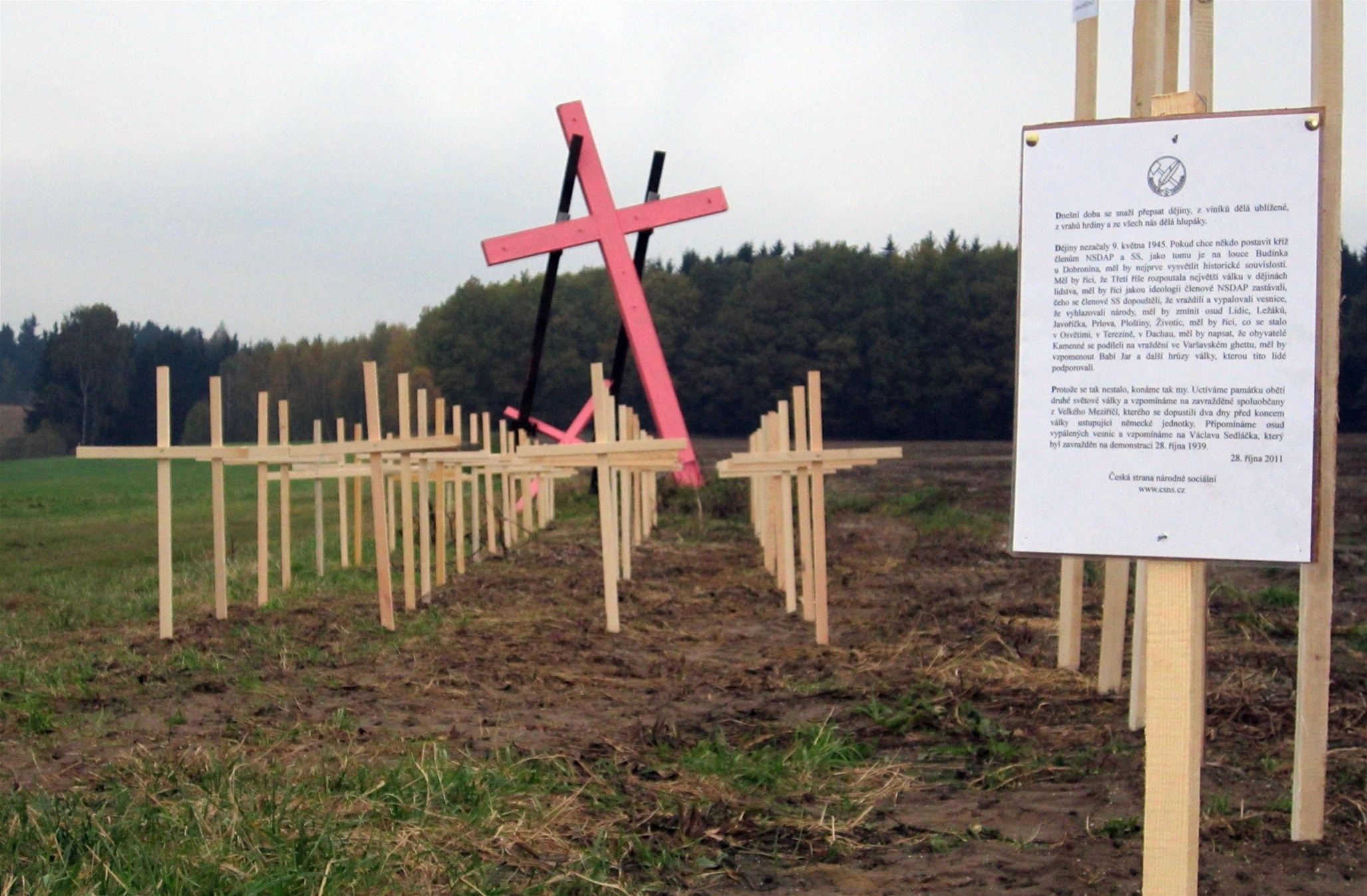
Budínka 28. října 2011

Dne 28. října 2011 členové České strany národně sociální natřeli kříž růžovou barvou a kolem něho postavili 64 dřevěných křížků, které mají připomínat české oběti nacistického masakru ve Velkém Meziříčí z května 1945. Místo také doplnili o tabulky s informacemi o českých obcích vypálených nacisty.. Dřevěné kříže včetně tabulek s připomínkou obcí Lidice, Ležáky atd. někdo 2. 11. 2011 z místa ukradl.

## Přístup obce a starosty
Obec v čele s komunistickým starostou Jiřím Vlachem se k celé záležitosti od začátku stavěla odmítavě. Vlach nejdříve popíral, že by se v Budínce cokoliv stalo, se slovy „Co není v kronice, tak se nestalo“. Obviňoval také novináře, že šíří negativní obraz Dobronína. Poté změnil názor a byl vstřícný k uložení ostatků na místním hřbitově i postavení památníku, ovšem nesmělo by tam být, že to udělali dobronínští občané. Dále tvrdil, že se tam mohli pobít Němci mezi sebou po té první taneční zábavě.
V říjnovém Zpravodaji Dobronína z roku 2009 byl otištěn článek, který událost popisuje jako kampaň za diskreditaci Čechů jako součást pokusů o likvidaci tzv. Benešových dekretů.

V komunistických Haló novinách se 23. března 2011 objevil rozhovor se starostou Dobronína, Jiřím Vlachem.
| „ | Stojí za tím dva místní občané. Jeden se léčí na psychiatrii, druhý byl před převratem velmi aktivním svazákem a dnes je o to aktivnější na druhé straně barikády. Navíc je to člověk s komplexem »zhrzené milenky«. Vedl zde do voleb politickou stranu, chtěl být starostou, volal, koho všeho odkud vymete, no, a lidé mu to docela sečetli, takže se do zastupitelstva ani nedostal. Od té doby se snaží za každou cenu zastupitelstvo a radu rozložit. Usiluje o nějaký konflikt a od loňska k tomu používá právě místo, kde byly nalezeny pozůstatky Němců. | “ |

 V rozhovoru se objevují i další nepřesnosti, ze kterých předtím obviňoval novináře a pozůstalé.

## U Viaduktu

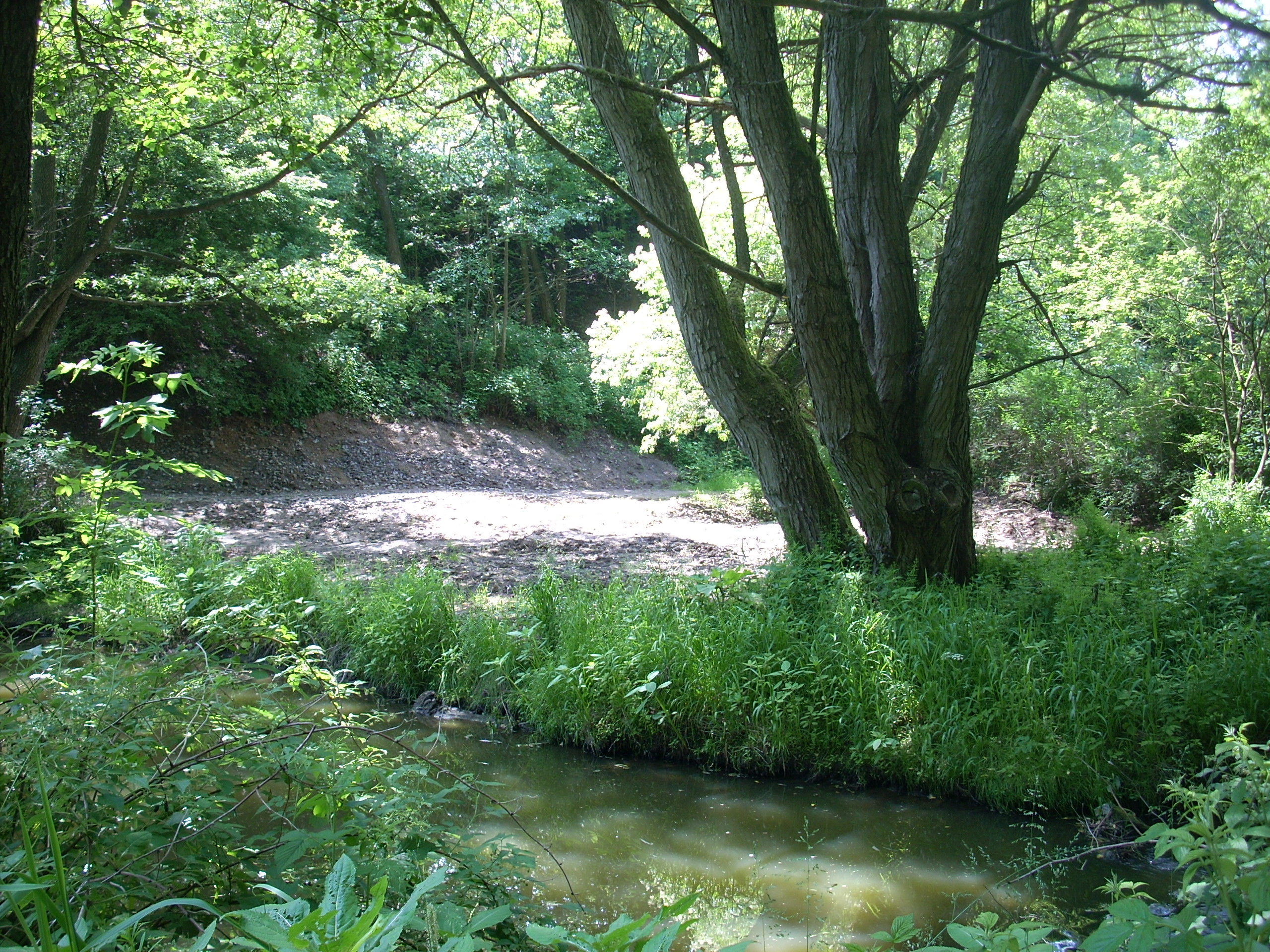
Lokalita u železničního viaduktu několik dní po zahrnutí výkopu

V Jihlavských listech 15. března 2011 se objevil článek o další možné lokalitě, kde mělo být další pohřebiště Němců. Nachází se u železničního viaduktu u Zlatého potoka. Na místo měl upozornit dobronínský rodák odsunutý do Německa a pozůstalý po jedné z obětí, Johann Niebler. Podle Mladé fronty DNES a Miroslava Mareše na místo měl upozornit vnuk jedné z obětí, sedláka Josefa Röhricha ze Ždírce, Manfred Fuchs. Jeho děd měl zmizet v druhé polovině května 1945. Na místo U Viaduktu dne 23. května 2011 přijel bagr a rozhrnul zeminu na jedná straně potoka, zde však nic nalezeno nebylo. Proto se průzkum přesunul na druhou stranu k náspu, kde odhrnul 40 m2 a až 2 metry hluboký pás zeminy, zde očekávali policisté, že najdou kosterní pozůstatky dvou obětí. Již v pondělí 23. května antropologové nalezli botu s úlomky patní kosti. Ve středu 25. května byly pod cestou z železničního náspu jen pár metrů od Zlatého potoka nalezeny ostatky 2 osob. A ve čtvrtek byla nalezena i kostra třetí osoby. Našly se zde i zbytky oblečení tmavé barvy – kalhot, košile, pokrývky hlavy a části obuvi. Jednalo se o oblečení patrně ze stejné doby, jako u obětí na louce Budínka.